# IC 738
IC 738 — галактика типу I (нерегулярна галактика) у сузір'ї Діва.
Цей об'єкт міститься в оригінальній редакції індексного каталогу.